# Lipoprotéine de très basse densité
Les VLDL (Very Low Density Lipoprotein ou en français lipoprotéine de très basse densité, LTBD) constituent l'un des cinq principaux groupe de lipoprotéines qui permettent le transport des lipides dans le milieu aqueux qu'est le sang, les autres étant les chylomicrons, les lipoprotéines de basse densité (LDL/LBD), les lipoprotéines de densité intermédiaire (LDI) et les lipoprotéines de haute densité (HDL/LHD). Les VLDL servent à transporter le cholestérol qui a été synthétisé par le foie tandis que les chylomicrons transportent le cholestérol provenant de l'alimentation.
Les VLDL sont synthétisés par le foie à partir de triglycérides, d'apolipoprotéines et de cholestérol (également synthétisés par lui).
Une fois dans le sang, les VLDL se transforment graduellement en lipoprotéines de basse densité (mieux connues sous le surnom de mauvais cholestérol même si c'est seulement leur trop grande quantité qui peut être problématique).
- Densité (par rapport à l'eau) : comprise entre 0,94 et 1,006.
- Diamètre : entre 30 et 80 nanomètres.
- Composition : 90 % de lipides, 10 % de protéines.